# Euptoieta hegemone
Euptoieta hegemone is een vlinder uit de familie van de Nymphalidae. De wetenschappelijke naam van de soort is voor het eerst geldig gepubliceerd in 1891 door Paul Dognin.